# دیوردی گوریچ
دیوردی گوریچ (مجاری: György Gurics; ۲۷ ژانویهٔ ۱۹۲۹ – ۱۰ سپتامبر ۲۰۱۳) کشتی‌گیر اهل مجارستان بود.